# 155 mm Long Tom
155 mm Kanon M1, mer känd som Long Tom, var en fältkanon som började byggas i USA på 1930-talet. Den var den viktigaste medeltunga kanonen i USA:s armé under både andra världskriget och Koreakriget.

## Historia
När USA gick med i första världskriget var man dåligt förberedd på det skyttegravskrig som väntade, framför allt hade man brist på tungt artilleri. Därför köpte man in den franska kanonen Canon de 155 mm GPF. Efter kriget började man utveckla en modernare pjäs i samma kaliber. Ett antal prototyper byggdes, men brist på pengar i samband med depressionen gjorde att projektet drog ut på tiden. År 1938 började man till sist producera 155 mm Kanon M1.
Pjäsen användes för första gången på julafton 24 december 1942 under fälttåget i Nordafrika. Under andra världskriget användes pjäsen i 40 artilleribataljoner i Europa och 7 artilleribataljoner i Stilla Havet. Den var den viktigaste tunga pjäsen i USA:s arsenal, inte bara under andra världskriget utan även under Koreakriget och Vietnamkriget. Varianten M2 introducerades 1945 och hade ett något annorlunda bakstycke och lopp som gjorde den enklare att tillverka. Efter andra världskriget infördes ett nytt benämningssystem och pjäsen kallades därefter M59. Under 1980-talet ersattes den av 155 mm haubits M198.

## Konstruktion
Äldre kanoner hade två relativt stora hjul med hårda däck för att ge pjäsen tillräckligt stöd vid eldgivning. Long Tom däremot hade åtta stycken luftfyllda gummidäck fördelade på två axlar. Vid transport bars bakänden av lavetten upp av ytterligare en axel med två hjul vilket gav pjäsen samma hjulkonfiguration som en tung lastbil. Däcken gjorde att pjäsen kunde bogseras i högre hastighet på väg och hade mindre benägenhet att köra fast i terräng. När pjäsen förbereddes för eldgivning togs stödaxeln bort, lavettens ben drogs isär och hjulen hissades upp så att lavetten låg direkt på marken. Det gjorde att pjäsen fick bra stöd trots gummidäcken.